# (34336) 2000 QT214
2000 QT214 (asteroide 34336) é um asteroide da cintura principal. Possui uma excentricidade de 0.03987220 e uma inclinação de 3.22356º.
Este asteroide foi descoberto no dia 31 de agosto de 2000 por LINEAR em Socorro.